# Snowleader
 (février 2022).
L'article doit être relu — et modifié si nécessaire — par des contributeurs indépendants pour apporter un regard critique aux contributions effectuées en violation des conditions d'utilisation de Wikipédia, tant sur la forme (notamment concernant le style encyclopédique, la proportionnalité) que sur le fond (la neutralité de point de vue, la qualité et l'indépendance des sources).
 (février 2022).
Snowleader est une entreprise française spécialisée dans le commerce de détail d’articles de sports de montagne en ligne et en magasins spécialisés. Créée en 2008 par Thomas Rouault et Gaëtan Bastard Rosset dans un garage du Grand Bornand. L’activité de Snowleader s’articule autour de trois magasins situés à Annecy, Chamonix et Lyon ainsi que sur le site internet présent dans huit pays et traduit dans cinq langues. 
Le siège social de l'entreprise est situé à Epagny Metz-Tessy (Haute-Savoie), son entrepôt logistique au Versoud (Isère) et emploie 158 salariés.

## Historique
Snowleader est créée en août 2008 dans un garage du Grand Bornand de l’association de Thomas Rouault, anciennement passé par Nike et de Gaëtan Bastard Rosset, propriétaire d’un magasin d’articles de ski au Grand Bornand. Partant du constat qu’il manquait un e-commerçant français et spécialiste sur le marché de l’outdoor, ils décident de créer snowleader.com. En septembre 2008, la première version du site voit le jour et les premières ventes sont réalisées. 
La première année, Snowleader enregistre un chiffre d’affaires de 450 000 € HT. Dès 2009, afin de pallier l’augmentation des commandes, Snowleader quitte son garage du Grand Bornand pour de nouveaux locaux à Alex et emploie sa première salariée. 
En 2012 a lieu la première levée de fonds. 600 000 euros sont alors récoltés auprès de banques régionales afin de dynamiser la croissance de Snowleader. Face au développement rapide de l’enseigne, Snowleader réalise un nouveau tour de table en 2015 pour un montant 2,4 millions d’euros. Cette nouvelle levée de fonds marque le début du développement international de l’entreprise avec le lancement du site Anglais et l’ouverture de son premier magasin physique à Annecy.
En 2016, Snowleader déménage pour de plus grands locaux à Chavanod. Ce déménagement accompagne le développement international et la croissance des commandes. 
2017 et 2018 voient l’ouverture de deux nouveaux magasins à Chamonix et Lyon pour les dix ans de l’entreprise. En 2020, Snowleader passe la barre des 35 M€ de chiffre d’affaires. En 2021, elle acquiert ainsi un nouvel entrepôt logistique de 25 000 m2, situé au Versoud. En parallèle, l’entreprise déménage son siège social à Epagny Metz-Tessy pour accueillir ses effectifs grandissants.

## Activités
Snowleader est un site de vente en ligne spécialisé dans la vente de vêtements et de matériel de montagne. L’entreprise de dimension européenne, réalise la moitié de son CA à l’export avec l’ambition de développer Snowleader aux Pays-Bas et en Scandinavie dans les années à venir. En 2022, Snowleader compte huit sites distincts (France, Italie, Suisse, Allemagne, Espagne, Autriche, Belgique et Royaume-Uni) traduits en quatre langues différentes (allemand, anglais, espagnol et italien). 
Snowleader possède également trois magasins spécialisés à Annecy, Chamonix et Lyon.
En 2021 Snowleader lance sa fondation d’entreprise avec un don de départ de 150 000 €. L’objectif est de soutenir des projets associatifs attachés à la protection des espaces naturels en montagne et de promouvoir la pratique des sports de montagne auprès du plus grand nombre.

## Identité
Snowleader possède une identité haut-savoyarde, spécialisée sur les sujets liés aux sports de montagne et de glisse. L’entreprise s’est notamment faite connaître par l’intermédiaire de sa mascotte, une vache surnommée Zoé, mais surtout pour son goût pour le reblochon. Pour cela, l’entreprise qui se surnomme la « Reblochon Company », offre à tous ses clients un reblochon pour une commande au-dessus de 150 €. En 2018, l’entreprise offre des préservatifs au goût de reblochon afin de soutenir le Sidaction.
Snowleader commercialise sa propre collection de vêtements et d’équipements et distribue un magazine nommé Mountain Spirit édité à plus de 100 000 exemplaires.

## Siège social et entrepôt logistique

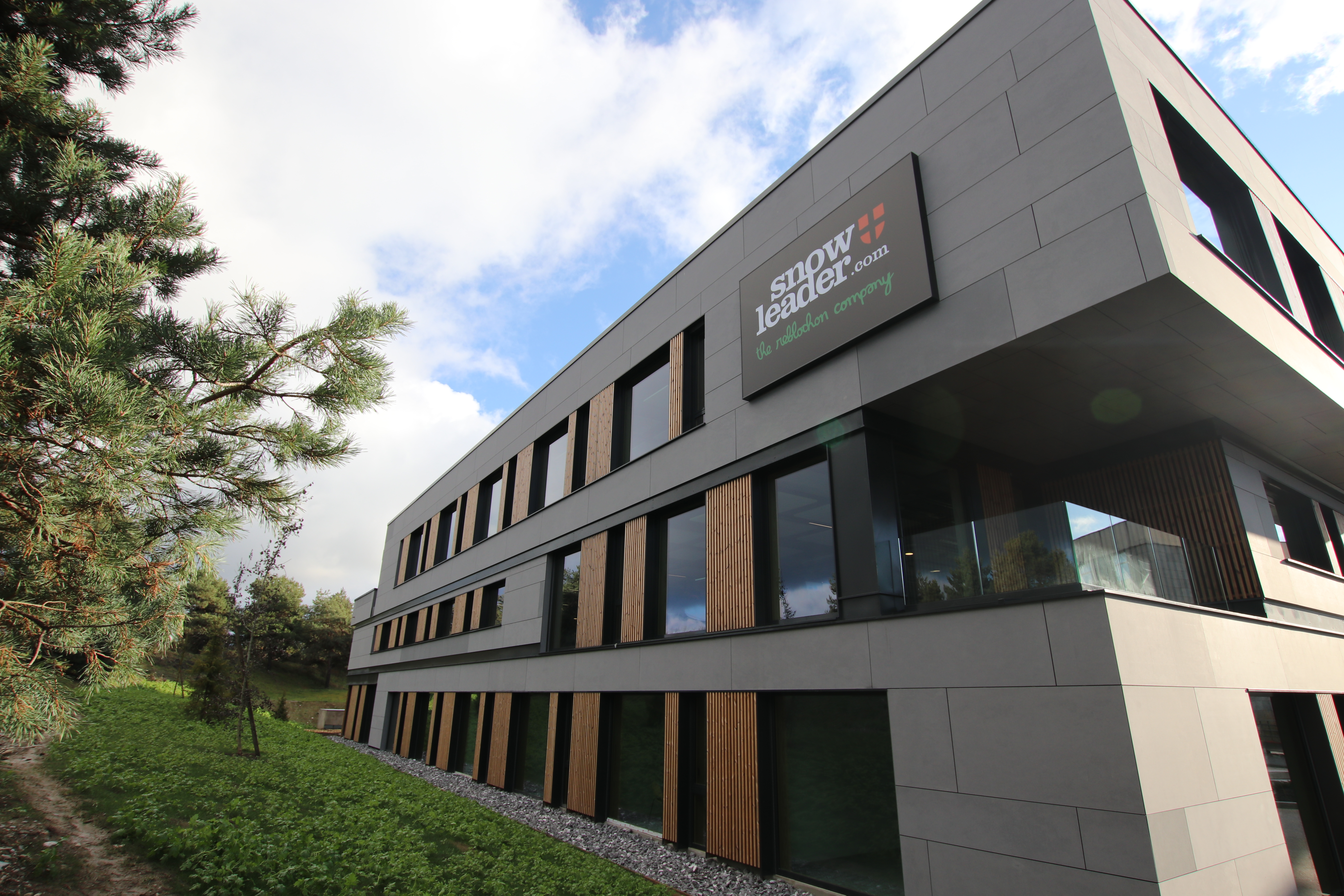
Siège social de Snowleader situé près d'Annecy dans la ville d'Epagny Metz-Tessy.

### Siège social
En 2021 Snowleader inaugure son nouveau siège social de 3 000 m2 proche d’Annecy dans la ville d’Epagny Metz-Tessy. Le bâtiment est conçu par l’architecte Gabriel Dussuyer.

### Centre logistique
Accompagnant la construction du nouveau siège social, Snowleader emménage en 2021 dans un nouveau centre logistique situé près de Grenoble, au Versoud. Équipé de la technologie de préparation de commandes AutoStore et passant d’une surface de 6 000 m2 à 25 000 m2.

## Ambassadeurs et athlètes
Regroupés au sein de la « Rebloch’Team », Snowleader possède une vingtaine d’athlètes et ambassadeurs sous contrat, pratiquant diverses disciplines en montagne incluant l’alpinisme, le ski, le ski de fond, l’escalade, le trail-running, la randonnée, le parapente, etc. Les principaux ambassadeurs et athlètes sont Robin Duvillard, Enak Gavaggio, Julien Chorier et Rémi Camus. 

## Chiffres
Snowleader possède : 
- un siège social de 3 000 m2 à Epagny Metz-Tessy ;
- un centre logistique de 25 000 m2 au Versoud ;
- 1 boutique à Chamonix ;
- 1 boutique à Lyon ;
- 1 boutique à Annecy ;
- 8 sites (France, Royaume-Uni, Allemagne, Autriche, Belgique, Espagne, Italie et Suisse).